# Iva Perica
Iva Perica je hrvatska rukometašica iz Splita. Igrala je za jugoslavensku reprezentaciju.